# (2560) Siegma
(2560) Siegma (1932 CW; 1950 DO1; 1952 OO; 1952 RB; 1957 TH; 1962 WC; 1973 FW1; 1980 TK15; 1982 BF1) ist ein ungefähr 18 Kilometer großer Asteroid des mittleren Hauptgürtels, der am 14. Februar 1932 vom deutschen (damals: Weimarer Republik) Astronomen Karl Wilhelm Reinmuth an der Landessternwarte Heidelberg-Königstuhl auf dem Westgipfel des Königstuhls bei Heidelberg (IAU-Code 024) entdeckt wurde. Er gehört zur Lydia-Familie, einer Gruppe von Asteroiden, die nach (110) Lydia benannt ist.

## Benennung
(2560) Siegma wurde nach Siegfried A. Marx (1934–1995) benannt, der Direktor des Karl-Schwarzschild-Observatoriums in Tautenburg und Professor für Astronomie an der Friedrich-Schiller-Universität Jena war. Die Benennung wurde vom deutschen Astronomen Lutz D. Schmadel vorgeschlagen.